# Martin Unrein
Friedrich Martin Unrein (* 1. Januar 1901 in Weimar; † 22. Januar 1972 in München) war ein deutscher Offizier, zuletzt Generalleutnant der Wehrmacht im Zweiten Weltkrieg.

## Leben
Martin Unrein trat am 18. März 1918 als Fähnrich in das Infanterie-Regiment 70 in Saarbrücken ein. Mit dem Regiment kämpfte er als Offizier im Ersten Weltkrieg an der Westfront.
Er wurde in die Reichswehr übernommen und wurde dort im Juli 1922 zum Leutnant bei Reichswehr-Regiment 9  in Potsdam ernannt.
In der Wehrmacht wurde er Mitte November 1938 Adjutant im XI. Armeekorps und blieb dort bis zum Beginn des Zweiten Weltkriegs. Mit dem Armeekorps nahm er am Überfall auf Polen mit der Beteiligung an der Schlacht an der Bzura teil und erlebte im Oktober 1939 auch die Verlegung des Korps an den Rhein. Mitte Januar 1940 wurde er kurzzeitig Kommandeur der Aufklärungsabteilung 268 bei der 268. Infanterie-Division, welche zu dieser Zeit am Westfeldzug beteiligt war. Mitte des Jahres wurde er in das OKW versetzt und wurde in dieser Position Ende 1940 zum Oberstleutnant befördert. Mitte September 1941 wurde er zum Kommandeur des Kradschützen-Bataillons 6 bei der 6. Panzer-Division ernannt. Von April 1942 bis November 1943 war er Kommandeur des neu bei der 6. Panzer-Division aufgestellten Panzergrenadier-Regiments 4. In dieser Position wurde er im Juli 1942 zum Oberst befördert. Das Regiment hatte bis November 1942 Einsätze in Frankreich und wurde anschließend nach Russland in die Region um Charkow verlegt. Er übernahm bis Mitte Februar 1945 mit Unterbrechungen als Kommandeur die 14. Panzer-Division. Von März bis Mai 1944 wurde er von Oberst Karl-Max Grässel, im September 1944 von Oberst Werner Mummert und anschließend bis Ende November 1944 von Oberst Oskar Munzel vertreten. Seine Beförderung zum Generalmajor war Anfang 1944 und zum Generalleutnant im Juli 1944 erfolgt. Er übernahm vom 11. Februar 1945 bis 5. März 1945 das III. SS-Panzerkorps und führte dieses bei der Schlacht um Ostpommern, speziell während des Unternehmens Sonnenwende.
Martin Unrein wurde von April 1945 bis zum Kriegsende einziger Kommandeur der neu aufgestellten 45. Panzer-Division (Panzer-Division Clausewitz), welche nur Brigadestärke erreichte.
Nach dem Krieg stand Unrein mindestens bis 1960 im Dienst der US-Armee. Er befehligte deutsche Zivilisten, die Einrichtungen der amerikanischen Armee zu bewachen hatten. Zu seinem Wirkungsbereich gehörte auch das Gelände des früheren Konzentrationslagers Dachau. Im Januar 1947 verfasste er den Bericht MS#B-350 für die US-Army mit dem Titel Bericht über Einsatz der Panzerdivision „Clausewitz“: 11.4 bis 21.4.1945.
Später blieb er in Dachau wohnend.
Martin Unrein war ab Mitte 1931 mit Marie-Elisabeth von Wallenberg-Pachaly verheiratet.

## Kontroverse
Bei einem Besuch der Gedenkstätte des früheren KZ Dachau von Lord Russell of Liverpool, einem ehemaligen britischen Soldaten, Autor des Buches The Scourge of the Swastika: A Short History of Nazi War Crimes und Historikers, im Sommer 1960 behauptete Unrein, dass es in Dachau keine Gaskammern gegeben hätte und nach der Befreiung Vergasungsattrappen von deutschen Gefangenen im Auftrag der Amerikaner errichtet worden waren. Die (anscheinend nie in Betrieb genommene) Gaskammer in Dachau sei lediglich ein Duschraum und die dortigen Gasöfen zur Verbrennung von Leichen seien erst nach dem Krieg von den Alliierten errichtet worden. Diese Aussagen wurden der englischen Tageszeitung Daily Telegraph und der deutschen Wochenzeitung Die Zeit wiedergegeben und führte auf eine Anfrage des SPD-Abgeordneten Walter Seuffert Ende September 1960 zu einem Sitzungspunkt im Deutschen Bundestag.

## Auszeichnungen (Auswahl)
- Eisernes Kreuz (1914) II. Klasse
- Verwundetenabzeichen (1918) in Silber
- Eisernes Kreuz (1939) I. Klasse
- Spange zum Eisernen Kreuz II. Klasse
- Deutsches Kreuz in Gold am 28. Februar 1942
- Ritterkreuz des Eisernen Kreuzes mit Eichenlaub[8][9]
  - Ritterkreuz am 10. September 1943
  - Eichenlaub am 26. Juni 1944 (515. Verleihung)